# ترویلوس و کرسیدا

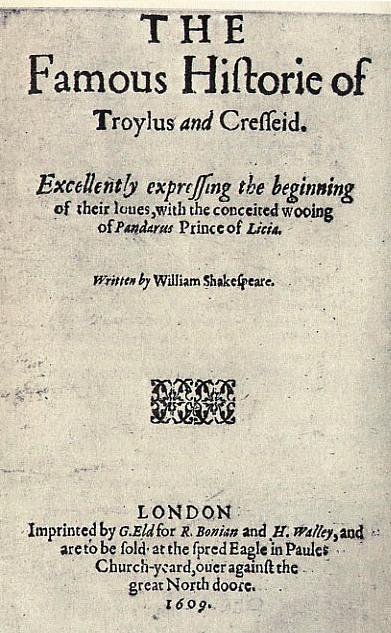
ترویلوس و کرسیدا

ترویلوس و کرسیدا (انگلیسی: Troilus and Cressida) یک نمایش‌نامهٔ تراژیک اثر ویلیام شکسپیر است و باور بر این است که در سال ۱۶۰۲ میلادی نوشته شده‌است. این اثر را تجربی‌ترین نمایش‌نامه شکسپیر می‌دانند.

## محتوای نمایشنامه
ترویلوس و کرسیدا حکایتی قرون وسطایی است و بخشی از اسطوره‌شناسی یونان باستان نیست. داستان ترویلوس و کرسیدا در طول سال‌های جنگ تروا واقع شده‌است. در این نمایشنامه دو موضوع اصلی دنبال می‌شود. در یکی از آن‌ها ترویلوس شاهزاده تروآیی و پسر پریام (شاه تروا) به کرسیدا که او هم اهل تروا است اظهار عشق می‌کند. آن‌ها با یکدیگر روابط صمیمانه دارند و ادعا می‌کنند که عشقشان فناناپذیر است، قبل از اینکه کرسیدا در مبادله زندانیان با یونانی‌ها به یک زندانی تروایی در جنگ تبدیل شود. هنگامی که ترویلوس تلاش می‌کند تا کرسیدا را در اردوگاه یونانیان ملاقات کند، به‌طور اتفاقی دیومدس را می‌بیند که با محبوب وی کرسیدا، عشق بازی می‌کند و تصمیم می‌گیرد انتقام پیمان‌شکنی کرسیدا را بگیرد.
قسمت اصلی نمایشنامه پیرامون جنگ و رهبران نیروهای یونان و تروا یعنی آگاممنون پادشاه یونانیان و پریام سیر می‌کند.

## شخصیت‌های نمایش
این نمایشنامه در پنج پرده تدوین شده‌است. شخصیت‌های اصلی نمایش عبارت اند از:

### تروایی‌ها
- پریام: شاه تروا
- فرزندان پریام: کاساندرا (یک پیشگو)، هکتور، ترویلوس، پاریس، دیفوبوس، هلنوس و فرزند دیگری به نام مارگارتون
- اندروماک: همسر هکتور
- آنیاس: یک فرمانده
- آنتنور: یک فرمانده دیگر
- کالاکاس: یک کشیش تروایی خائن که با یونانیان مشارکت داشت
- کرسیدا: دختر کالاکاس
- الکساندر: خادم کرسیدا
- پانداروس: عموی کرسیدا

### یونانیان
- آگاممنون: شاه یونانیان و رهبر آنان هنگام تهاجم به کشورهای دیگر
- آشیل: شاهزاده
- آژاکس: شاهزاده
- دیومدس: شاهزاده
- نستور: شاهزاده فرزانه و چرب‌زبان
- اولیس: شاه ایتاکا (جزیره در غرب یونان)، (در بعضی ویرایش‌ها به عنوان اودیسه یا اودیسیوس نام برده شده‌است)
- منلائوس: شاه اسپارت و برادر آگاممنون
- هلن: همسر منلائوس
- ترسیتس: یک احمق رده پایین بد شکل و ناسزاگو
- پاتروکلوس: معشوق آشیل